# 尼克尔-斯特伦茨分类
尼克尔-斯特伦茨分类（Nickel–Strunz classification）也稱史特倫茲分類，是一种根据矿物化学成分对矿物进行分类的方案，由德国矿物学家卡尔·雨果·斯特伦茨（Karl Hugo Strunz，1910年2月24日至2006年4月19日）在其《矿物学家备表》（1941年）中提出。第四版和第五版也经克里斯特尔·坦尼森（Christel Tennyson）在1966年校正，随后是由波瓦伦尼赫（A.S.Povarennykh）修改的分类（1966年俄语版，1972年英语版）。
作为弗里德里希-威廉斯大学（现为柏林洪堡大学）的矿物博物馆馆长，史特倫茲主要负责对博物馆地质馆藏按晶体化学性质进行分类，他发表的《矿物学备表》历经多次修改，2001年出版的最新版本为第九版（雨果·斯特伦茨和欧内斯特·亨利·尼克尔合编矿物学表，1925年8月31日至2009年7月18日），由詹姆斯·费拉里奥罗（James A. Ferraiolo）发布在Mindat.org网站。尼克尔-斯特伦茨分类数据库得到了国际矿物学协会(IMA)/新矿物和矿物名称委员会（CNMMN）的认可。

## 尼克尔-斯特伦茨编码体系
尼克尔-斯特伦茨编码体系为NN.XY.##x，其中：
- NN：尼克尔-斯特伦矿物分类号；
- X：尼克尔-斯特伦矿物类别符；
- Y：尼克尔-斯特伦矿物族别符；
- ##x：尼克尔-斯特伦矿物/组号，x 附加符。

## 尼克尔-斯特伦茨矿物类别
目前方案将矿物分为十大类别，根据化学成分和晶体结构，进一步将其分为类、族和组。
1. 自然元素矿物
2. 硫化物和硫代酸盐矿物
3. 卤化物矿物
4. 氧化物、氢氧化物和亚砷酸盐矿物
5. 碳酸盐和硝酸盐矿物
6. 硼酸盐矿物
7. 硫酸盐、铬酸盐、钼酸盐 和钨酸盐矿物
8. 磷酸盐、砷酸盐及钒酸盐矿物
9. 硅酸盐矿物
10. 有机礦物

## IMA/CNMNC 矿物分类
国际矿物学协会/新矿物和矿物名称委员会利用尼克尔-斯特伦茨分类（第十版）提出了一种新类别划分方案(Mills et al. 2009)，具体为：
- 矿物分类（非硅酸盐）
  - 第一类：自然元素
    - 自然元素类

  - 第二类：硫化物和硫代盐矿物
    - A–G 类：硫化物、硒化物、碲化物（包括砷化物、锑化物、铋化物）
    - H–M 类：硫代盐类（包括硫砷石、硫锑石、硫锑石等）

  - 第三类：卤化物
    - 卤化物类

  - 第四类：氧化物
    - 氧化物类
    - 氢氧化物类
    - 亚砷酸盐类（包括辉锑矿、铋铁矿、亚硫酸盐、亚硒酸盐和碲酸盐）

  - 第五类：碳酸盐和硝酸盐
    - 碳酸盐类
    - 硝酸盐类

  - 第六类：硼酸盐
    - 硼酸盐类
      - 亚类：岛硼酸盐（nesoborates）
      - 亚类：双硼酸盐（soroborate）
      - 亚类：环硼酸盐（cycloborates）
      - 亚类：链硼酸盐（inoborates）
      - 亚类：页硼酸盐（phylloborates）
      - 亚类：网硼酸盐（tectoborates）

  - 第七类： 硫酸盐、硒酸盐、碲酸盐
    - 硫酸盐、硒酸盐、碲酸盐类
    - 铬酸盐类
    - 钼酸盐、钨酸盐和铌酸盐

  - 第八类：磷酸盐、砷酸盐、钒酸盐类
    - 磷酸盐类
    - 砷酸盐和钒酸盐类

  - 第十类：有机化合物
    - 有机化合物类
- 矿物分类（硅酸盐）
  - 第九类：硅酸盐和锗酸盐
    - 硅酸盐类
      - 亚类：岛硅酸盐
      - 亚类：双硅酸盐
      - 亚类：环硅酸盐
      - 亚类：链硅酸盐
      - 亚类：页硅酸盐
      - 亚类：网硅酸盐，不含水分子沸石
      - 亚类：网硅酸盐，含水分子沸石、沸石族
      - 亚类：未分类硅酸盐
      - 亚类：锗酸盐

## 另请查看
- 矿物分类–非硅酸盐
- 矿物分类-硅酸盐
- 黑氏矿物索引
- 矿物发现和分类年表

## 备注
1. 1 2  
Knobloch, Eberhard. . Springer. 2003: 170–173. ISBN 3-540-20557-8 （德语及英语）.
2. ↑  Mills et al. 2009.
3. ↑  Allan Pring and William D. Birch. . Mineralogical Magazine. October 2009, 73 (5): 891–892  [2021-11-11]. doi:10.1017/S0026461X00032965 (不活跃 31 October 2021). （原始内容存档于2021-02-06）.
4. 1 2  .   [2021-11-11]. （原始内容存档于2020-07-27）.
5. ↑  Ernest H. Nickel and Monte C. Nichols.  (PDF). 2008-05-22  [2011-01-31]. （原始内容 (PDF)存档于20 March 2009）.